# Bufon
Bufonul, cunoscut și sub numele de măscărici, nebun, saltimbanc, caragioz, mânlieci sau ghiduș, era un membru al curții unui nobil sau monarh angajat pentru a distra oaspeții curții domnești. Bufonii erau, de asemenea, actori ambulanți, care distrau oamenii obișnuiți la târguri și piețe din oraș, iar disciplina continuă până în zilele noastre, unde bufonii cântă la evenimente cu tematică istorică.
În epoca Postclasică și cea a Renașterii, se consideră adesea că bufonii purtau haine viu colorate și pălării excentrice cu un model pestriț. Omologii lor moderni imită de obicei acest costum.
Bufonii își desfășurau activitatea folosind o varietate largă de abilități, în principal cântecul, muzica și povestitul, dar mulți făceau și acrobații, jonglerii, glume (cum ar fi calambururi, stereotipuri și imitații) și trucuri de magie. O mare parte din spectacol era realizat într-un stil comic. Mulți bufoni făceau glume contemporane în cuvinte sau cântece despre oameni sau evenimente bine cunoscute publicului lor.

## Istorie

### Balatronii
În Roma antică, un balatro era un bufon profesionist. Balatronii erau plătiți pentru glumele lor, iar mesele celor bogați le erau în general deschise de dragul distracției pe care o ofereau.
Există diverse teorii despre originea termenului. La Horațiu, Balatro este folosit ca nume propriu: Servilius Balatro. Un bătrân scolast derivă cuvântul comun balatro de la numele propriu, sugerând că bufonii erau numiți balatrones pentru că Servilius Balatro a fost bufon, deși unii au contestat această explicație. Festus derivă cuvântul din blatea, și presupune că bufonii au fost numiți balatrones pentru că erau oameni murdari, acoperiți cu pete de noroi (blateae) de la mersul pe jos. Un alt scriitor sugerează o derivație de la barathrum,  deoarece aceștia își executau numerele în diverse locuri, de la piață și până în adâncul (barathrum) temnițelor (barathrum macelli). Balatro poate fi conectat cu balare, „a bea ca o oaie”, și deci, a vorbi prostesc. Alții au sugerat o legătură cu blatero, o persoană agitată.
În cele mai vechi timpuri, alte culturi, cum ar fi aztecii și chinezii, foloseau, de asemenea, echivalente culturale cu bufonul.

### Bufonii de la curtea regală engleză
Multe curți regale de-a lungul istoriei Angliei au angajat animatori și majoritatea au avut bufoni profesioniști, numiți uneori „nebuni cu licență”. Divertismentul includea muzică, povestiri și comedie fizică. Societăți de nebuni, sau grupuri de animatori nomazi, erau adesea angajate pentru a face acrobații și jongleri.
Bufonii au fost folosiți ocazional și pentru război psihologic. Bufonii călăreau în fața trupelor lor, provocau sau batjocoreau inamicul și chiar serveau ca mesageri. Ei au jucat un rol important în ridicarea spiritului propriei armate cântând și recitând povești.
Henric al VIII-lea al Angliei a angajat un bufon pe nume Will Sommers. Fiica lui, Maria, era animată de Jane Foole.
În timpul domniei Elisabetei I și a lui James I al Angliei, William Shakespeare și-a scris piesele și le-a jucat împreună cu compania sa de teatru Lord Chamberlain's Men (numiți mai târziu Oamenii Regelui). Clovnii și bufonii au fost prezentați în piesele lui Shakespeare, iar expertul companiei în glume a fost Robert Armin, autorul cărții Foole upon Foole. În A douăsprezecea noapte a lui Shakespeare, bufonul Feste este descris ca fiind „suficient de înțelept pentru a juca rolul nebunului”.
În Scoția, Maris, regina Scoției, avea un bufon pe nume Nichola. Fiul ei, regele James al VI-lea al Scoției, a angajat un bufon numit Archibald Armstrong. În timpul vieții sale, Armstrong a primit mari onoruri la curte. În cele din urmă, a fost alungat din slujba regelui, când a ajuns la exces și a insultat prea mulți oameni influenți. Chiar și după ce a căzut în dizgrație, cărți care povesteau despre glumele lui au fost vândute pe străzile Londrei. El a deținut o oarecare influență la curte încă în timpul domniei lui Carol I și moșii de pământ în Irlanda. Ana a Danemarcei avea un bufon scoțian pe nume Tom Durie. Carol I a angajat ulterior un bufon pe nume Jeffrey Hudson, care era foarte popular și loial. Jeffrey Hudson avea titlul de „Pitic regal” pentru că era scund de statură. Unul dintre numerele îl prezenta ascuns într-o plăcintă uriașă din care acesta sărea afară. Hudson a luptat de partea regalistă în războiul civil englez. Un al treilea bufon asociat cu Carol I se numea Muckle John.

### Privilegiul bufonului
Privilegiul bufonului este capacitatea și dreptul unui bufon de a vorbi și de a-și bate joc în mod liber, fără a fi pedepsit. Ca o recunoaștere a acestui drept, bufonul curții avea simboluri care să denote statutul și protecția lui în condițiile legii. Coroana (căciula cu clopoței) și sceptrul (marota) reflectau coroana regală și sceptrul mânuit de un monarh.
Martin Luther a folosit gluma în multe dintre criticile sale împotriva Bisericii Catolice. În introducerea lui Către nobilimea creștină a națiunii germane, el se numește bufon de curte și, mai târziu în text, el invocă în mod explicit privilegiul bufonului atunci când spune că călugării ar trebui să-și încalce jurămintele de castitate.

### Bufonii naturali și artificiali
Există două categorii majore când vine vorba de definirea bufonilor: bufonii artificiali și bufonii naturali. Bufonii naturali erau alcătuiți din oameni care erau considerați „deficienți mintal” sau ca având o „deficiență în educația, experiența sau capacitatea înnăscută de înțelegere” și erau oameni de care să râdă restul societății. Această politică nu a fost criticată în general la timpul său. Unii oameni chiar vedeau acest act ca fiind unul pozitiv, deoarece acești comedianți „naturali” nu erau în mod obișnuit capabili să aibă un loc de muncă sau să câștige niciun fel de trai pe cont propriu. A doua categorie, bufonii artificiali, este ceea ce majoritatea oamenilor din timpurile moderne își imaginează când aud cuvântul „bufon”: cineva care vine cu glume spirituale și originale pentru a distra o curte regală. Principala diferență dintre cele două categorii este că comedia unui bufon natural nu este făcută intenționat, în timp ce comedia unui bufon artificial este.

## Semnificație politică
Cercetătorul David Carlyon a pus la îndoială „bufonul politic îndrăzneț”, numind poveștile istorice „apocrife” și concluziona că „cultura populară îmbrățișează o imagine sentimentală a clovnului; scriitorii reproduc acea sentimentalitate în figura bufonului, iar academicienii în figura Trickster-ului”, dar aceasta „eșuează ca analiză”.
Bufonii puteau, de asemenea, să dea vești proaste Regelui pe care nimeni altcineva nu ar îndrăzni să le dea. În 1340, când flota franceză a fost distrusă în Bătălia de la Sluis de către englezi, bufonul lui Filip al VI-lea i-a spus că marinarii englezi „nici măcar nu au curajul să sară în apă ca bravii noștri francezi”.

### Sfârșitul tradiției
După Restaurare, Carol al II-lea nu a restabilit tradiția bufonului de la curte, dar a patronat foarte mult divertismentul format din teatru și proto-muzică, favorizând în special opera lui Thomas Killigrew. Deși Killigrew nu a fost oficial un bufon, Samuel Pepys, în celebrul său jurnal, îl numește pe Killigrew „nebunul și bufonul regelui, cu puterea de a-i batjocori și de a-i ocărî chiar și pe cei mai proeminenti fără pedeapsă” (12 februarie 1668).
În secolul al XVIII-lea, bufonii dispăruseră, cu excepția Rusiei, Spaniei și Germaniei. În Franța și Italia, grupuri ambulante de bufoni au jucat piese cu personaje stilizate într-o formă de teatru numită commedia dell'arte. O versiune a acesteia a trecut în tradiția populară britanică sub forma unui spectacol de păpuși, Punch și Judy. În Franța, tradiția bufonului de curte sa încheiat cu abolirea monarhiei în Revoluția Franceză .
În 2015, orașul Conwy din nordul Țării Galilor l-a numit pe Russel Erwood (alias Erwyd le Fol) ca bufon oficial rezident al orașului și al oamenilor săi, un post care era vacant din 1295.

### În Țările Române
Prima consemnare a măscaricilor are loc secolul al XVI-lea, în Țara Românească, când Petru Cercel, devenit domn în 1583, îi introduce la curtea sa, fiind inspirat de glumele și trucurile bufonilor de la palatul lui Henric al III-lea al Franței. Măscăricii erau, în mare majoriate, de origine romă, fiind aleși din rândurile robilor din această etnie, și au devenit un simbol al teatrului românesc premodern, participând la evenimentele sociale și culturale ale vremii. Alături de lăutari sau pehlivani, măscăricii făceau parte din categoria robilor culturali.
Măscăricii erau percepuți ca figuri paradoxale: pe de o parte, erau sclavi, parte din proprietatea boierilor și a domnitorilor, dar pe de altă parte, erau apropiați de elite, având privilegiul de a critica și ridiculiza puterea, dar cu anumite limite.
Măscăricii erau prezenți la toate evenimentele importante de la curțile domnești și boierești, inclusiv la încoronări și alte festivități publice. În timpul acestor evenimente, ei aveau sarcina de a anima publicul și de a menține atmosfera veselă. De exemplu, în timpul ceremoniilor de încoronare, măscăricii mergeau înaintea alaiului domnesc, călărind pe cai de-a îndoaselea, purtând costume pestrițe și strigând glume pentru a amuza mulțimea.
Aceștia erau îmbrăcați în haine viu colorate și purtau accesorii exagerate, cum ar fi căciuli mari din blană de tigru cu cozi de vulpe și oglinzi, menite să sporească aspectul lor caraghios. În descrierea lui Teodor Burada despre măscăricii din Moldova, aceștia erau portretizați ca figuri comice, care foloseau schimonoseli și strigăte pentru a provoca râsul poporului.
Pravila lui Matei Basarab din 1652, vorbind despre împrejurarea în care bărbatul își surprindea soția înșelându-l, menționeză: „de va fi fost vreun om de jos, cum să zice țăran, sau vreun slugoiu, sau vreun măscărici […] de-l va ucide bărbatul pre acela, atunce nemica nice o certare să n-aibă“, exemplificând disprețul cu care măscăricii erau priviți de societate, precum și statutul social al acestora.
În secolul al XIX-lea, una dintre primele piese de teatru românesc, Barbul Văcărescul, vânzătorul țării, scrisă de Iordache Golescu în 1818, include un personaj măscărici, „țiganul lui Racoviță”, care joacă un rol esențial în ridiculizarea boierimii și exprimarea nemulțumirilor sociale.
Până la sfârșitul secolului al XIX-lea, rolul măscăricilor a început să dispară, înlocuit treptat de alte forme de divertisment, cum ar fi teatrul modern și presa satirică. Ion Luca Caragiale, într-un articol din 1895, Grămătici și măscărici, discută despre rolul măscăricilor în curțile boierești, remarcând faptul că, deși aceștia au dispărut, critica socială și umorul lor au fost preluate de noile generații de scriitori și jurnaliști.

#### Denumiri
Măscăriciul mai era numit și caraghioz, cuvânt de etimologie turcă format din kara însemnând negru și göz, ochi. Termenul s-a păstrat în limba română, însemnând în ziua de azi ridicol. O altă denumire mai era și mânlieci, din grecescul maniakós, atunci când numerele lor includeau și scamatorii. În Moldova, bufonul mai erau denumit și ghiduș, provenit din biduș, din lexicul regional din Transilvania, care însemna murdar, tremenul fiind un împrumut din maghiarul büdös, care înseamnă împuțit sau, cu sens figurat, leneș.
Un alt termen folosit pentru bufonul unei curți domnești sau boierești era nebun termen care mai păstrează și azi, pe lângă înțelesul de patologie mentală, și conotația de bufon.

### În alte țări

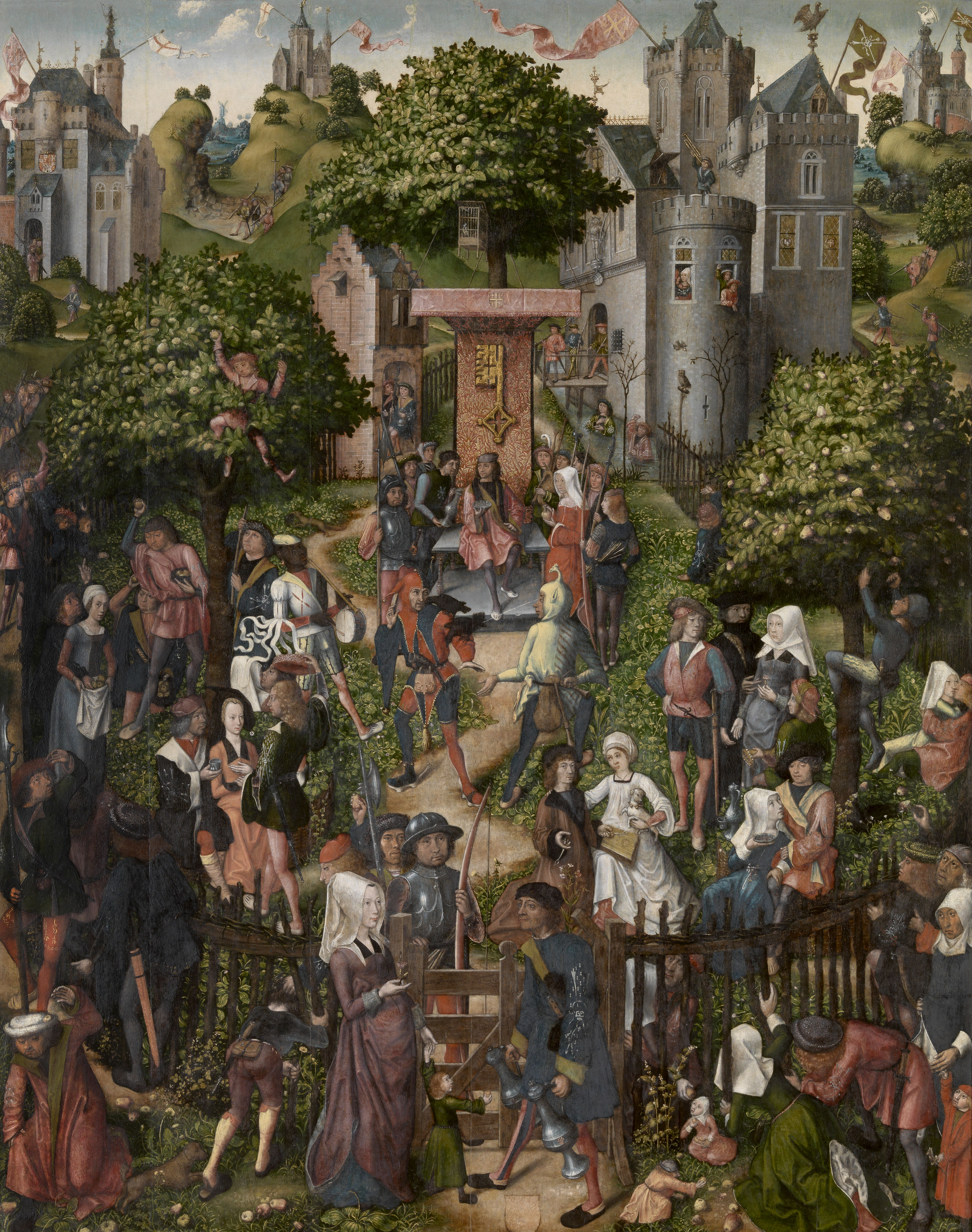
Festivalul Arcașilor. Maestrul din Frankfurt, 1493. În centrul imaginii sunt reprezentați doi bufoni.

Cel mai faimos bufon de curte din Polonia a fost Stańczyk (c. 1480–1560), ale cărui glume erau de obicei legate de chestiuni politice și care mai târziu a devenit un simbol istoric pentru polonezi.
În 2004, English Heritage l-a numit pe Nigel Roder ("Kester the Jester") drept Bufon de stat al Angliei, primul de la Muckle John cu 355 de ani în urmă. Cu toate acestea, în urma unei obiecții din partea National Guild of Jesters, English Heritage a acceptat că nu sunt autorizați să acorde un astfel de titlu. Roder a fost succedat ca „Heritage Jester” de Pete Cooper („Peterkin the Fool”).
În Germania, Till Eulenspiegel este un erou folcloric care datează din epoca medievală și care patroneză în fiecare an peste Fasching sau Carnaval, batjocorind politicienii și personalitățile publice cu putere și autoritate cu satira politică ca un bufon modern al curții. El ține o oglindă pentru a ne face conștienți de vremurile noastre (Zeitgeist), iar sceptrul său, „bauble” sau marota, este simbolul puterii sale.
În Spania secolului al XVII-lea, piticii, adesea cu malformații, erau angajați ca bufoni pentru a distra regele și familia sa, în special copiii. În pictura lui Velázquez Las Meninas sunt incluși doi pitici: Maria Bárbola, o pitică din Germania, cu hidrocefalie, și Nicolasito Portusato⁠(d) din Italia. Mari Bárbola poate fi văzută și într-un portret ulterior al prințesei Margarita Teresa în doliu de Juan Bautista Martinez del Mazo. Există și alte picturi ale lui Velázquez care includ pitici de curte, cum ar fi Prințul Baltasar Carlos cu un pitic.
În timpul papalității renascentiste, curtea papală din Roma avea un bufon de curte, similar curților seculare ale vremii. Papa Pius al V-lea a demis bufonul de la curte și, în scurt timp, a angajat unul.
În Japonia, între secolele XIII-XVIII, taikomochi, un fel de gheișă masculină, a urmat domnii feudali (daimyō). Aceștia animau mai ales prin dans și povestiri și, uneori, erau persoane de bază pentru sfaturi strategice. Până în secolul al XVI-lea, ei luptau alături de stăpânul lor în bătălii, pe lângă celelalte îndatoriri.
Tonga a fost prima curte regală care a numit un bufon de curte în secolul al XX-lea; Taufa'ahau Tupou IV, regele Tonga, l-a numit pe JD Bogdanoff în acest rol în 1999. Bogdanoff a fost implicat ulterior într-un scandal financiar.

### În Tarot
În Tarot, „Nebunul” este o carte a Arcanelor Majore. Reprezentarea în tarot a Nebunului include un bărbat (sau, mai rar, o femeie) care ține un trandafir alb într-o mână și un mănunchi de bunuri în cealaltă, cu un câine sau o pisică la călcâie. Nebunul se află în actul de a merge, fără să știe, spre marginea unei stânci, prăpastii sau altui loc înalt.

### În ficțiune

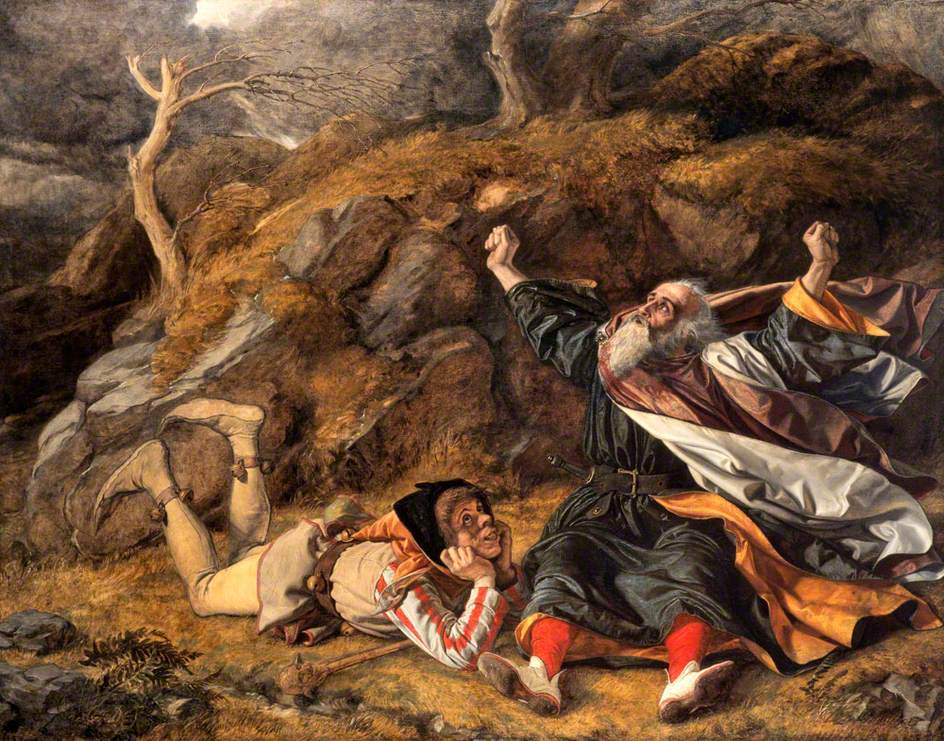
Regele Lear și nebunul în furtună de William Dyce

Bufonul poate simboliza bunul simț și onestitatea, în special în Regele Lear, unde bufonul curții este un personaj folosit pentru a oferi perspective și sfaturi regelui, profitând de licența sa de a face glume și de a vorbi liber pentru a oferi observații sincere și a evidenția nebunia monarhului său. Aceasta prezintă o ironie izbitoare, deoarece un om mai important ar putea oferi același sfat și s-ar putea trezi deținut în temnițe sau chiar executat. Din din postura de cel mai umil membru al curții bufonul putea fi cel mai util consilier al monarhului.
Nebunul shakespearian este un tip de personaj recurent în operele lui William Shakespeare. Nebunii shakespeariani sunt, de obicei, țărani deștepți sau oameni de rând care își folosesc inteligența pentru a depăși oamenii cu o poziție socială mai înaltă. În acest sens, sunt foarte asemănătoari cu nebunii adevărați și cu bufonii vremii, dar caracteristicile lor sunt mult sporite pentru efectul teatral. „Groundlings” (spectatorii de teatru care erau prea săraci pentru a plăti locurile și, astfel, stăteau pe „pământ” în față, lângă scenă) care frecventau Teatrul Globe aveau mai multe șanse să fie atrași de acești nebuni shakespearieni. Totuși, ei erau apreciați și de nobili. Cel mai notabil, Regina Elisabeta I era o mare admiratoare a actorului popular care interpreta bufonii, Richard Tarlton⁠(d). Pentru Shakespeare însă, actorul Robert Armin⁠(d) a fost probabil esențial în cultivarea personajului bufonului în piesele sale.

## Utilizare modernă

### Bufon
În mod similar, un bufon este cineva care oferă divertisment printr-o apariție sau un comportament inadecvat. Inițial, termenul a fost folosit pentru a descrie o persoană ridicolă, dar amuzantă. Acum, termenul este folosit frecvent într-un sens peiorativ pentru a descrie pe cineva considerat prost sau pe cineva care manifestă un comportament vulgar, neîndemânatic sau ridicol, care devine o sursă de amuzament general. Termenul provine din vechiul italian „buffare”, care înseamnă a umfla obrajii. După ce își umflau obrajii, îi plesneau pentru a scoate aerul și a produce un zgomot care îi amuza pe spectatori.

### Carnaval și reconstituiri medievale
În ziua de azi, bufonul este portretizat în diferite formate de reconstituiri medievale, târguri renascentiste și divertisment, inclusiv film, spectacole pe scenă și carnavale. În timpul carnavalului burgundian și renan, au loc spectacole de cabaret în dialect local. În Brabant, această persoană este numită „tonpraoter” sau „sauwelaar” și se află de fapt în sau pe un butoi. În Limburg sunt numiți „buuttereedner” sau „buutteredner”, iar în Zeelanda sunt numiți „ouwoer”. Toți susțin un discurs de cabaret în dialect, în timpul căruia sunt trecute în revistă multe probleme actuale. Adesea există situații locale și celebrități din politica locală și regională care sunt batjocorite, ridiculizate și insultate. „Tonpraoter” sau „Buuttereedner” pot fi considerați succesori ai bufonilor.

## Bufoni notabili

### Istoric
- Triboulet (1479–1536), bufonul de curte al regilor Ludovic al XII-lea și Francisc I al Franței;
- Stańczyk (c. 1480–1560), bufon polonez;
- João de Sá Panasco ( f . 1524–1567), bufon de curte african al regelui Ioan al III-lea al Portugaliei, ridicat în cele din urmă la rang de gentilom curtean al Casei Regale și Cavaler al Sf. Iacob;
- Jane Foole (c. 1543–1558), nebună natural a lui Catherine Parr și Mary I a Angliei;
- Will Sommers (decedat în 1560), bufonul de curte al regelui Henric al VIII-lea al Angliei;
- Chicot (c. 1540–1591), bufonul de curte al regelui Henric al III-lea al Franței;
- Mathurine de Vallois (fl. 1589 – fl. 1627), bufonul de curte al lui Henric al III-lea al Franței și al lui Henric al IV-lea al Franței;
- Archibald Armstrong (decedat în 1672), bufonul regelui James I al Angliei;
- Jeffrey Hudson (1619–c. 1682), „pitic de curte” al Henriettei Maria a Franței;
- Jamie Fleeman (1713–1778), nebunul Laird-ului de Udny;
- Perkeo de Heidelberg, secolul al XVIII-lea, bufonul Prințului Carol al III-lea Filip, Elector Palatin;
- Sebastian de Morra, (mort în 1649) pitic de curte și bufon al regelui Filip al IV-lea al Spaniei;
- Don Diego de Acedo, pitic de curte și bufon al lui Filip al IV-lea al Spaniei;
- Roulandus le Fartere, un flatulist medieval care a trăit în Anglia secolului al XII-lea.

### Bufoni moderni
- Jesse Bogdonoff (n. 1955), bufon de curte și consilier financiar al regelui Taufa'ahau Tupou al IV-lea din Tonga[35][36]
- Russel Erwood (n. 1981), cunoscut sub numele de Erwyd le Fol, este al doilea bufon oficial rezident din Conwy, în nordul Țării Galilor, care îl înlocuiește pe bufonul din 1295[37][38]

### Bufoni fictivi
- Rigoletto - bufonul omonim al ducelui de Mantova în opera lui Giuseppe Verdi din 1851 Rigoletto;
- Yorick – bufon mort al curții în piesa Hamlet a lui William Shakespeare;
- Puck – bufon de curte pentru regele zânelor, Oberon în Visul unei nopți de vară a lui Shakespeare;
- Jack Point – un „bufon care se plimbă” în Opera Savoy din 1888 a lui Gilbert și Sullivan, The Yeomen of the Guard;
- Nights - protagonist în jocul video Nights into Dreams din 1996;
- Dimentio - antagonist în jocul video din 2007 Super Paper Mario;
- Pomni – protagonist în serialul web animat pentru adulți The Amazing Digital Circus.

## Galerie

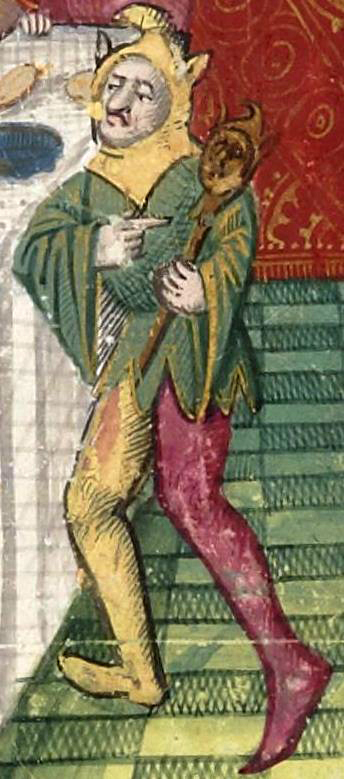
Iluminare dintr-un manuscris francezLancelot, c. 1470 (detaliu)
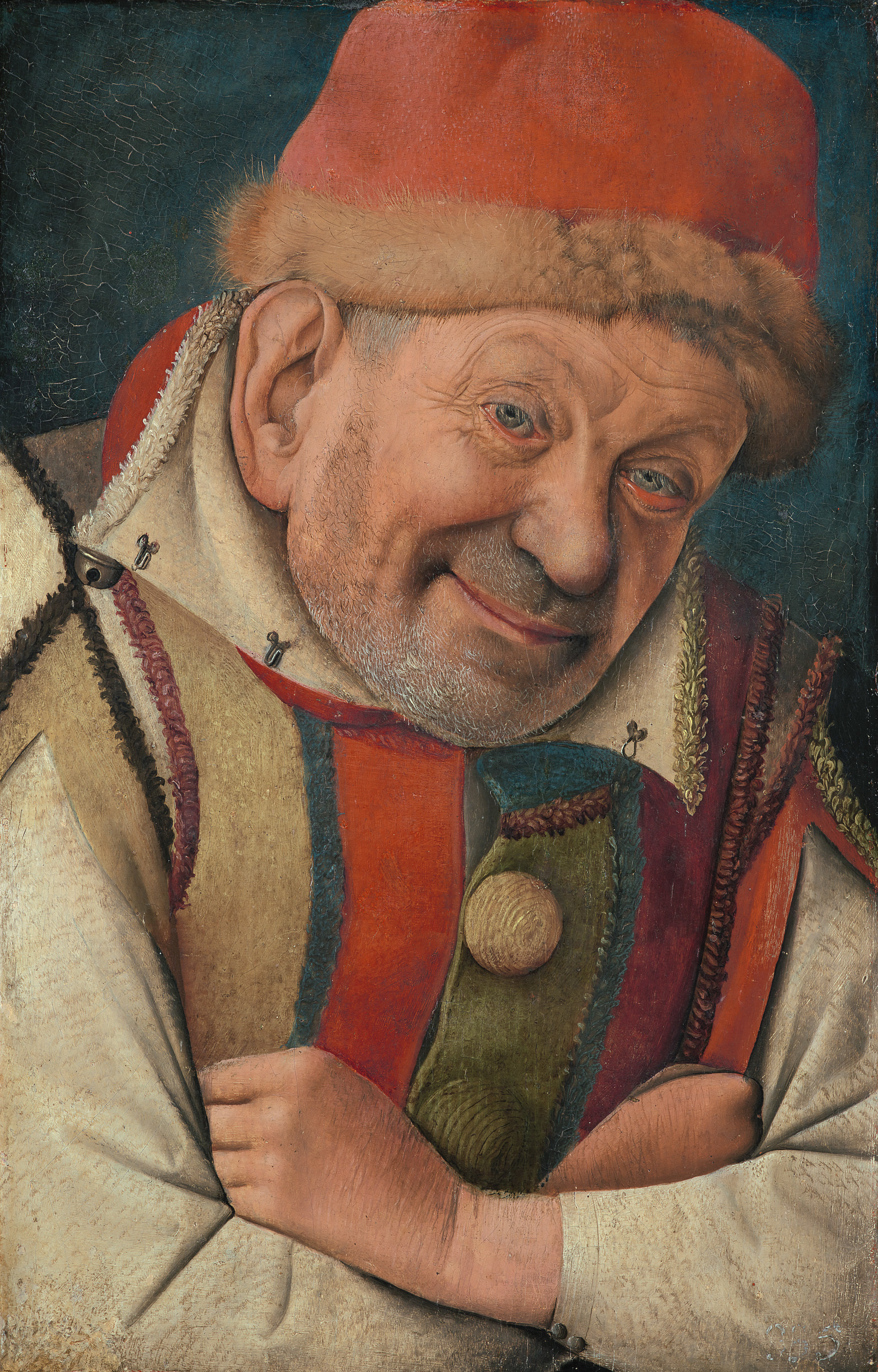
Portretul bufonului Gonella de la Curtea din Ferrara de Jean Fouquet 1445
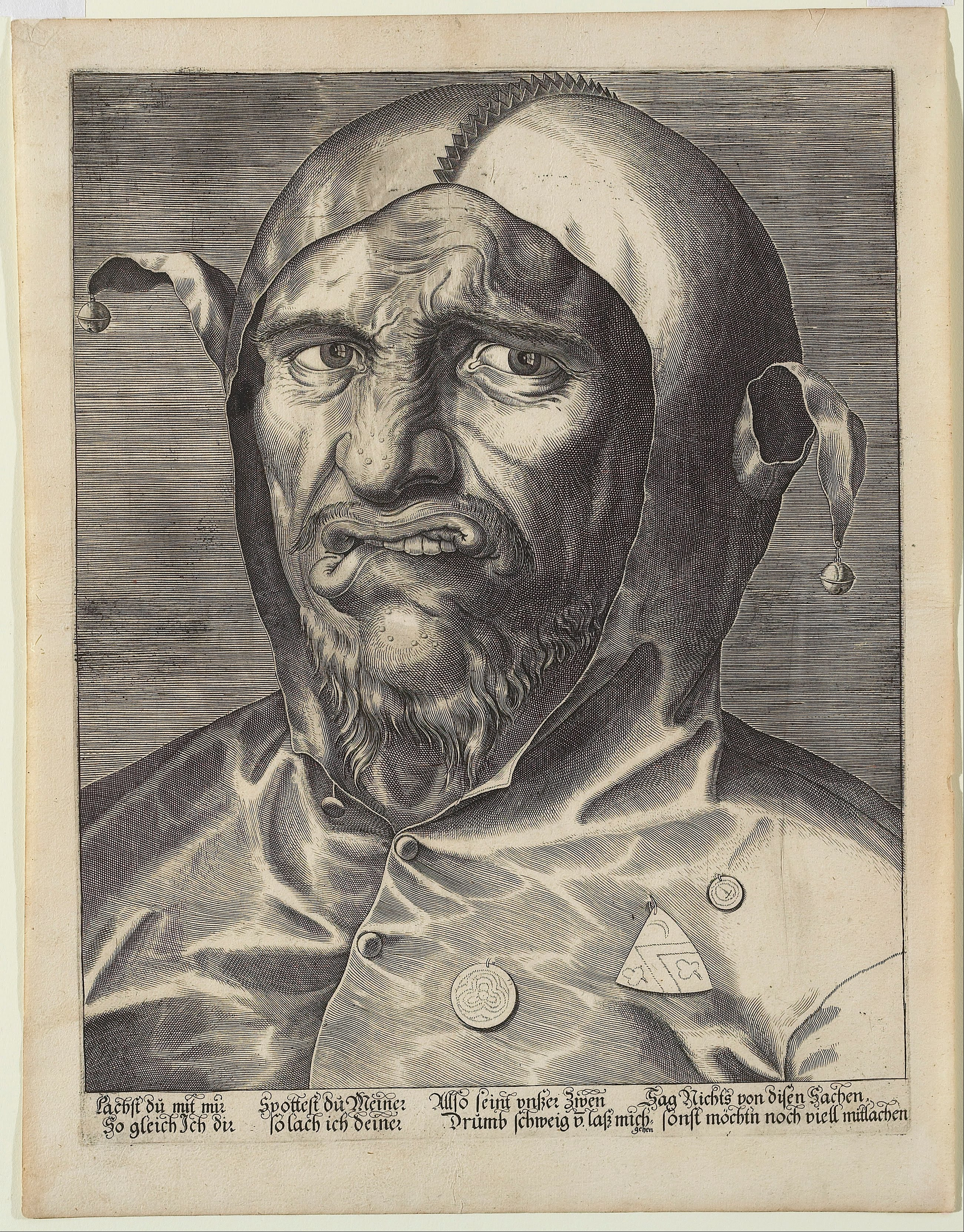
Gravura germană anonimă, secolul al XVI-lea
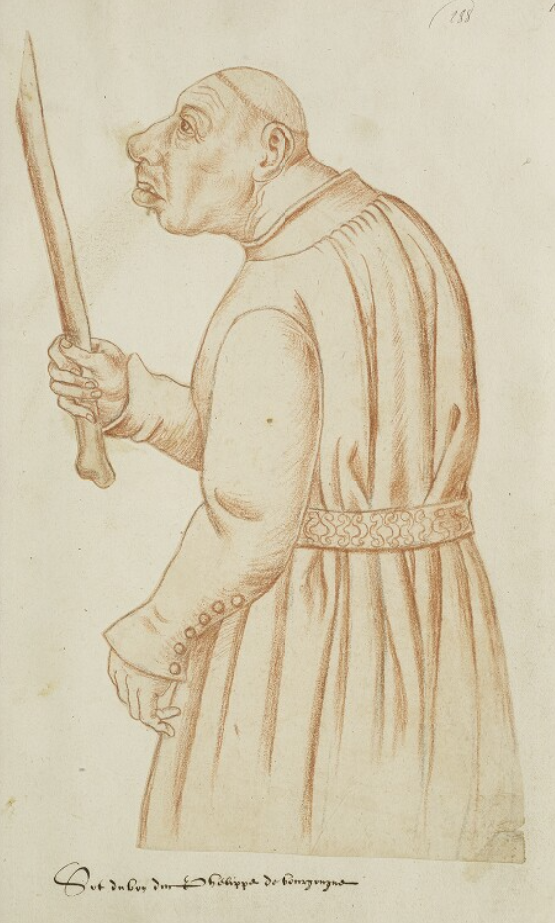
Caricatura unui bufon de curte a lui Filip cel Bun, duce de Burgundia, în Recueil d'Arras, un catalog cu o colecție de portrete copiate de Jacques de Boucq
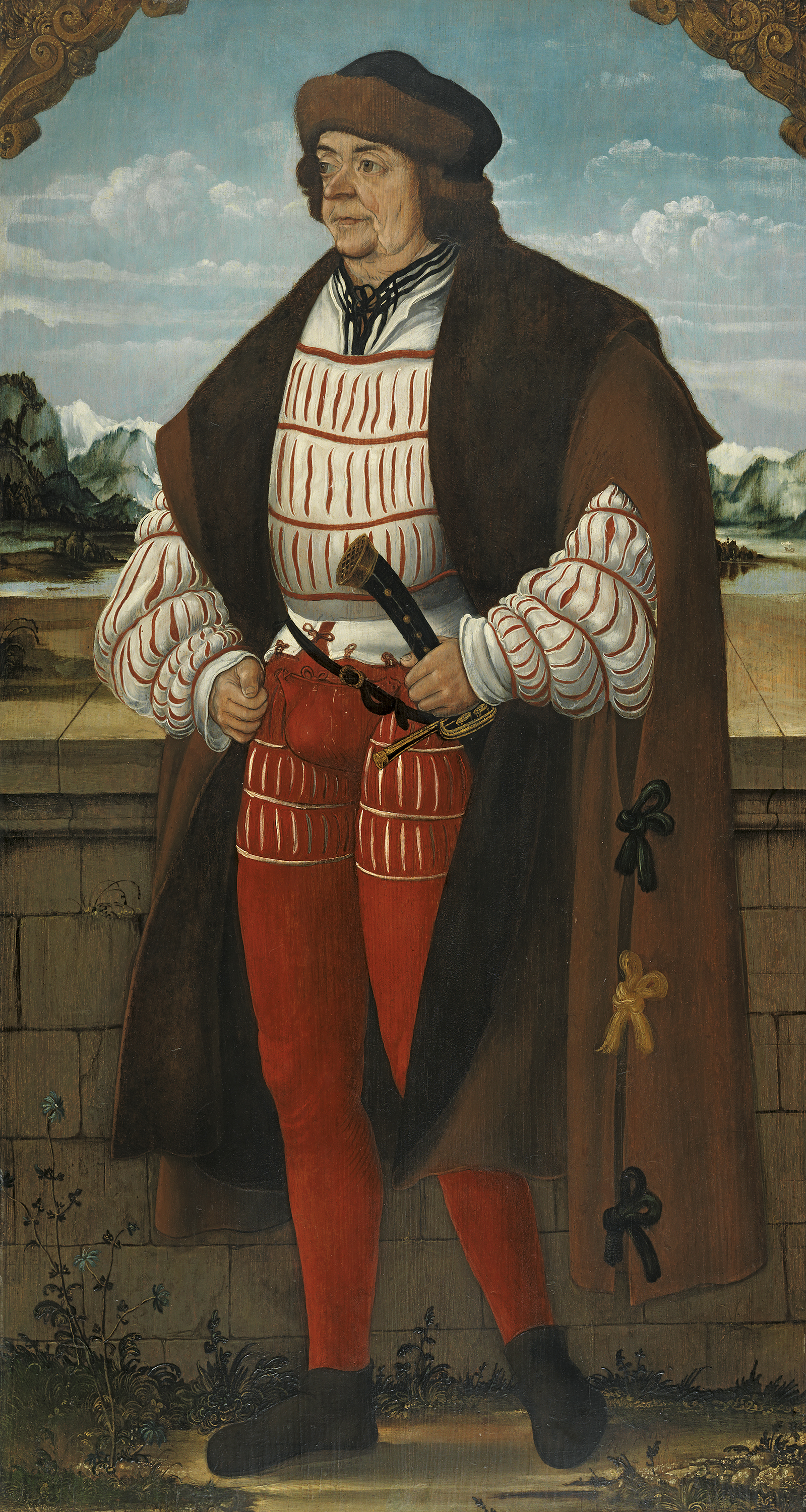
Cavalerul bufon Christoph de Hans Wertinger, 1515 (Thyssen-Bornemisza, Madrid)
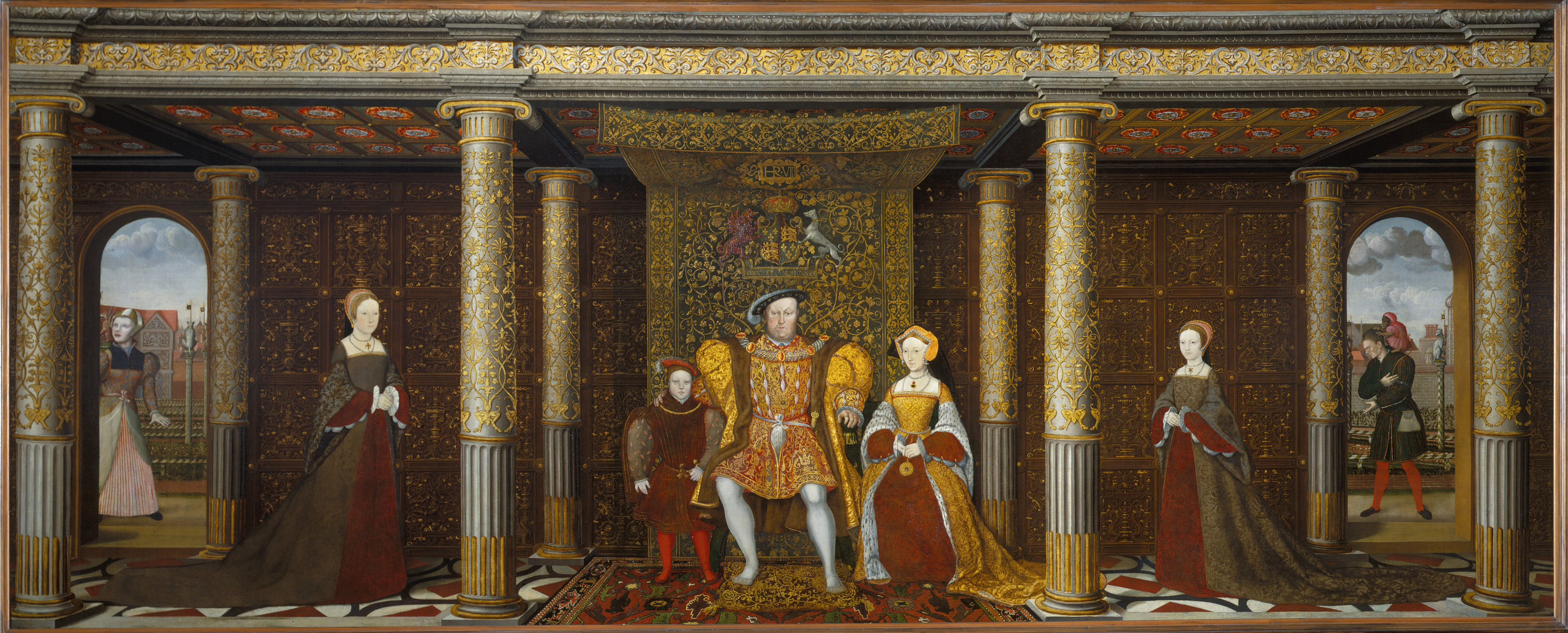
Familia lui Henric al VIII-lea cu Will Sommers în extremă dreaptă și probabilJane Foole în extrema stângă, c. 1545
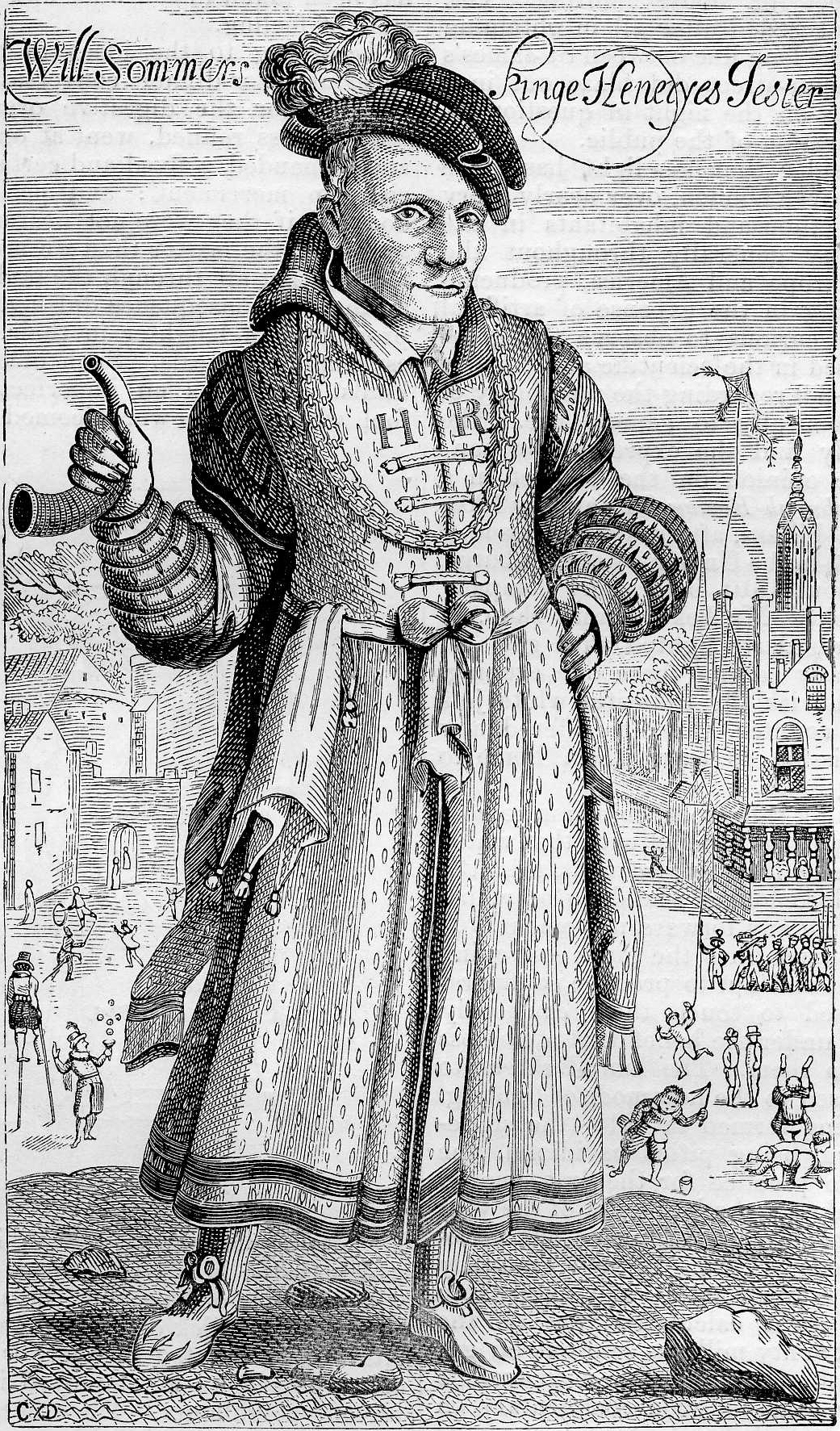
Bufonul lui Henric al VIII-lea, Will Sommers, gravură de Francis Delaram, c. 1615/24
Regina Henrietta Maria cu Sir Jeffrey Hudson de Van Dyck, 1633
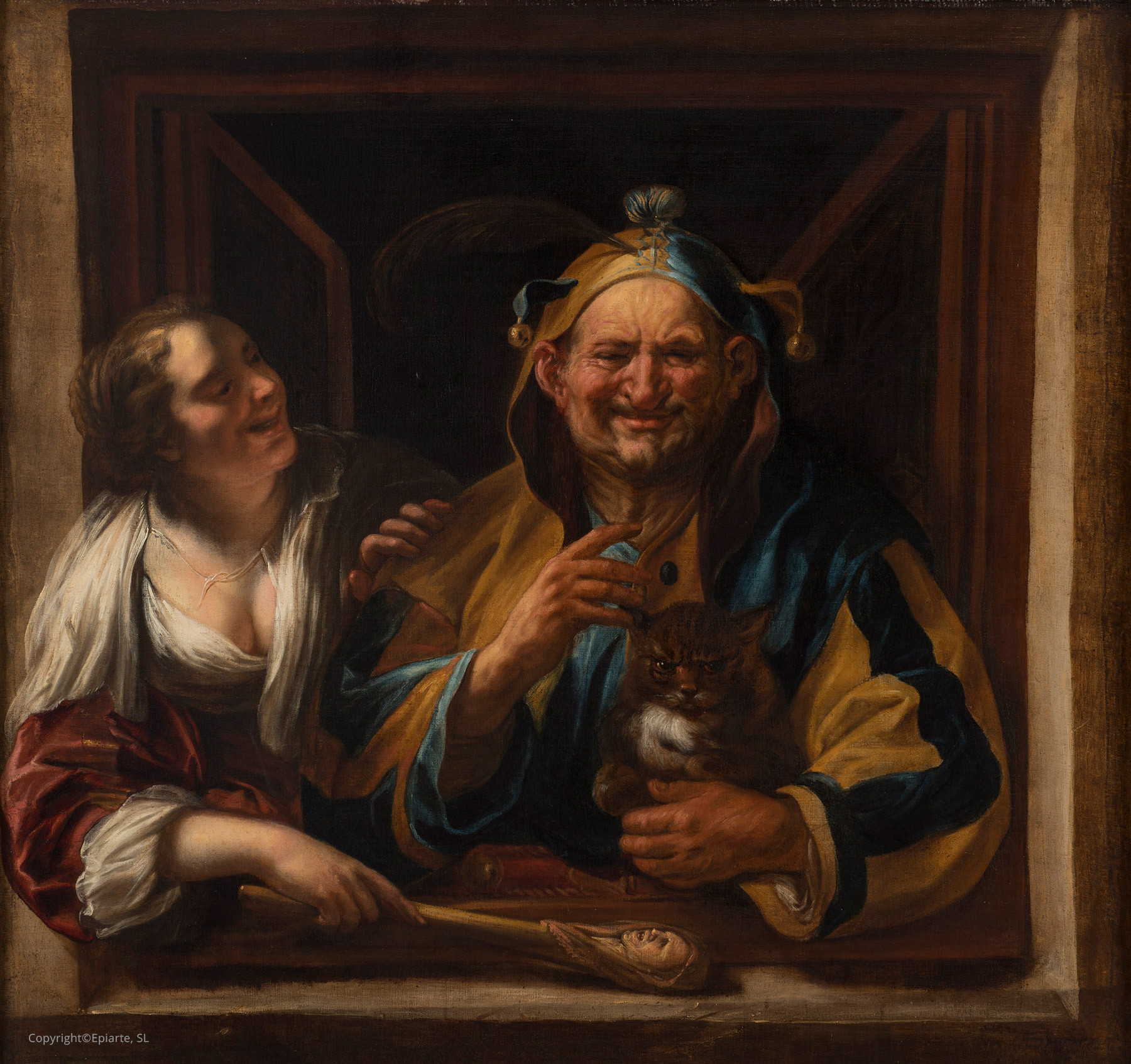
Jacob Jordaens, Femeia, nebunul și pisica lui, 1641–1645 (colecția privată)
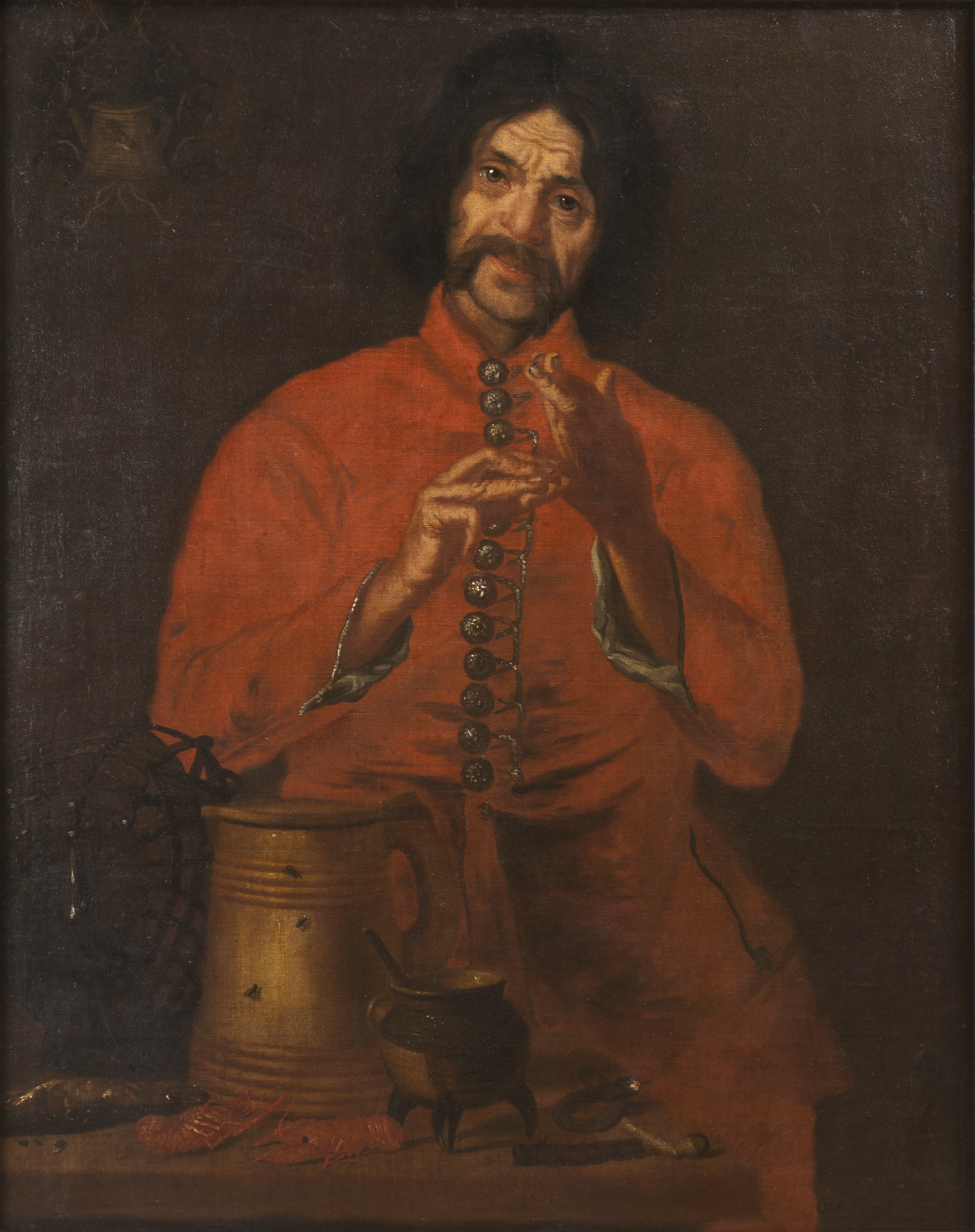
Hinric Hasenberger, bufonul de la curte deDavid Klöcker Ehrenstrahl, 1652
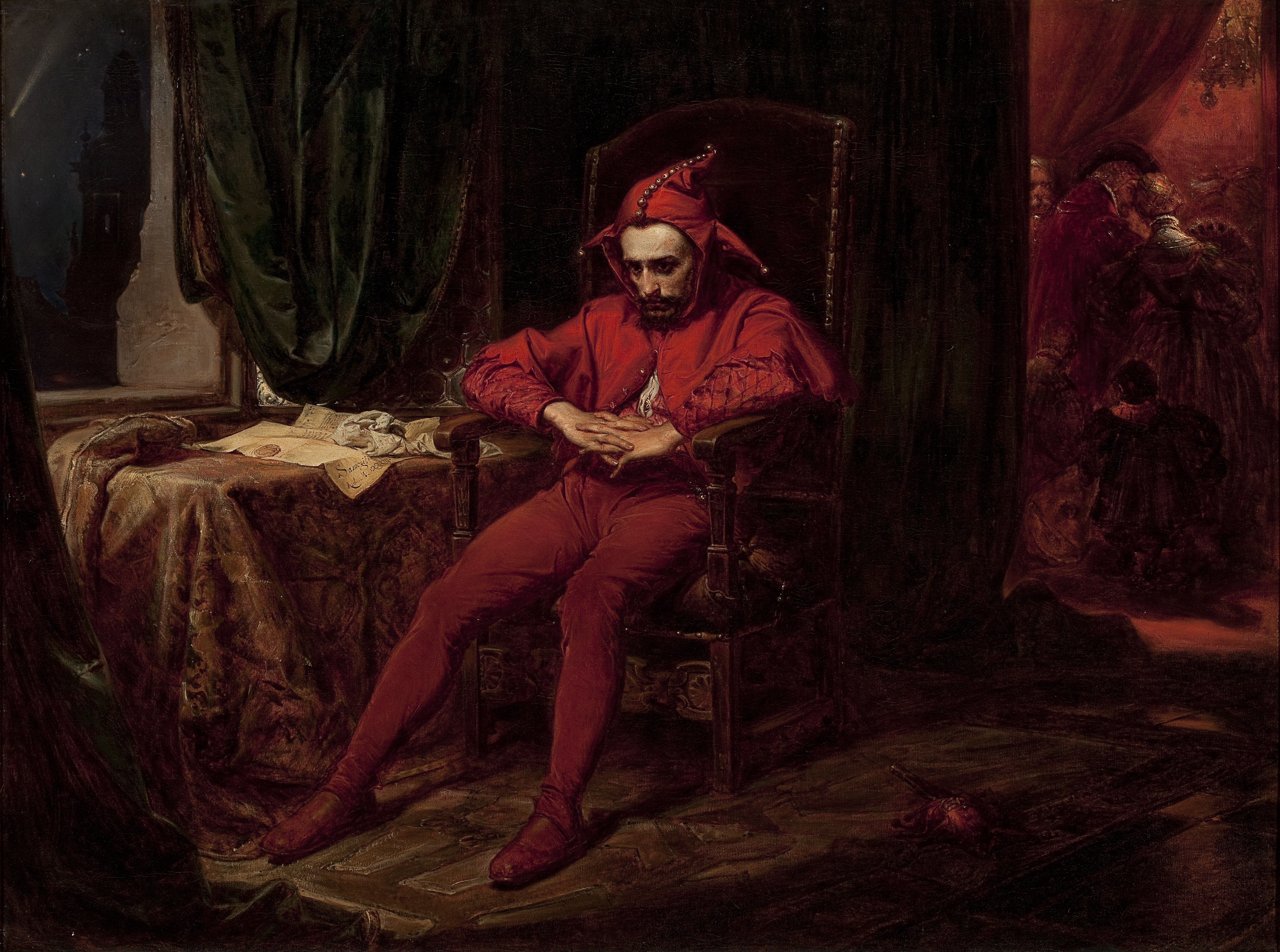
Stańczyk, de Jan Matejko, 1862. Bufonul polonez este singura persoană la un bal regal din 1514 tulburată de vestea cărușii au capturat Smolensk
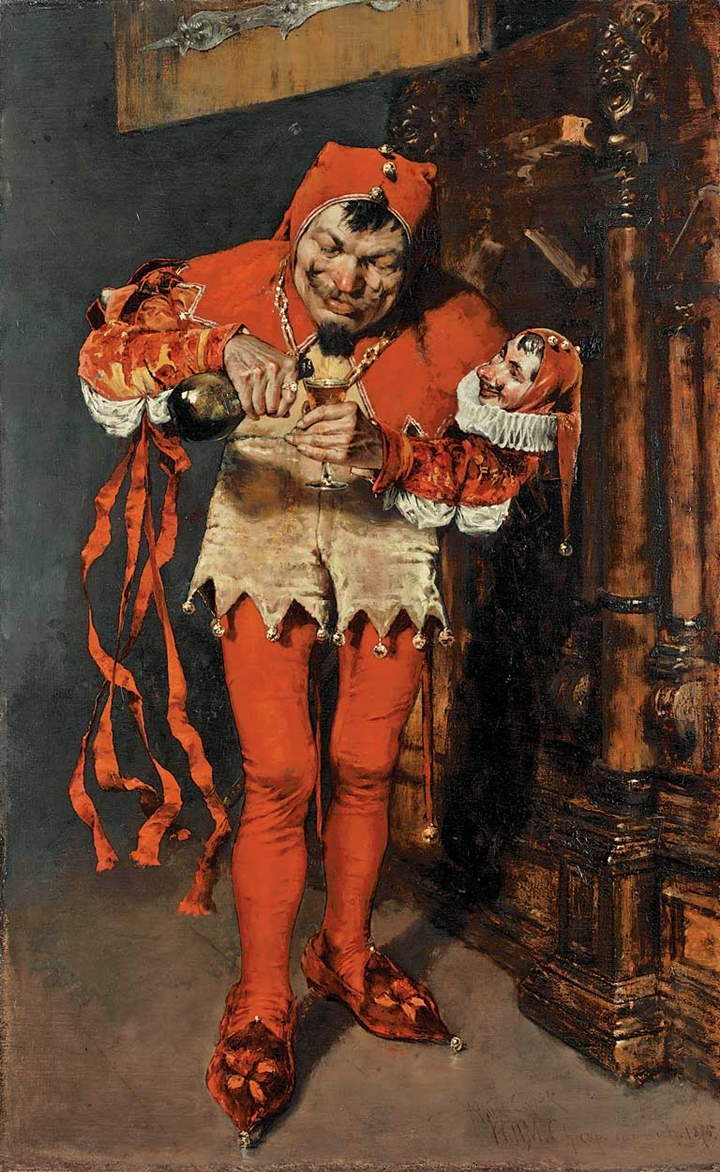
„Keying Up” – The Court Jester de William Merritt Chase, 1875 (Academia de Arte Frumoase din Pennsylvania)
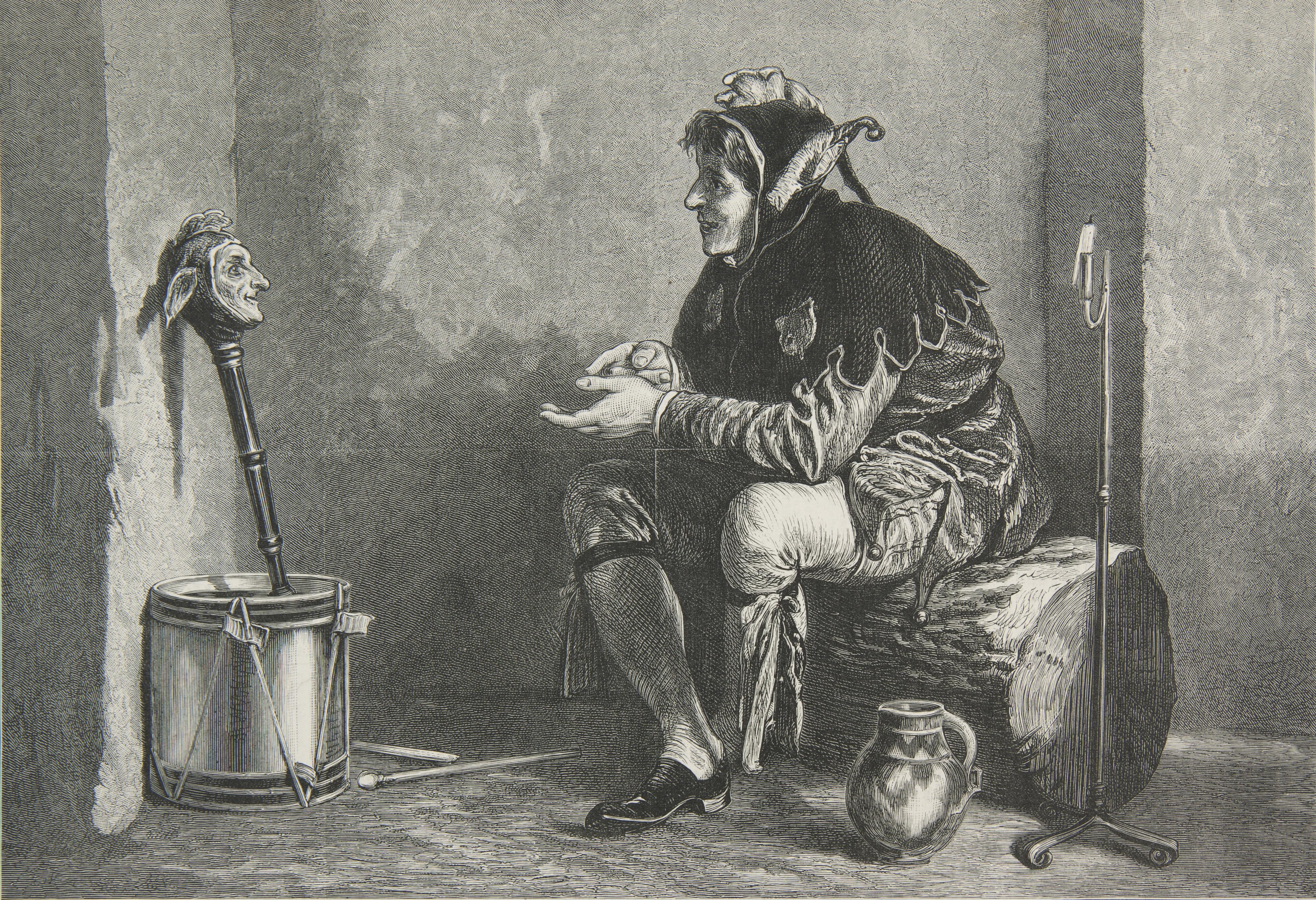
John Dawson Watson(1832–1892), Prieteni în consiliu
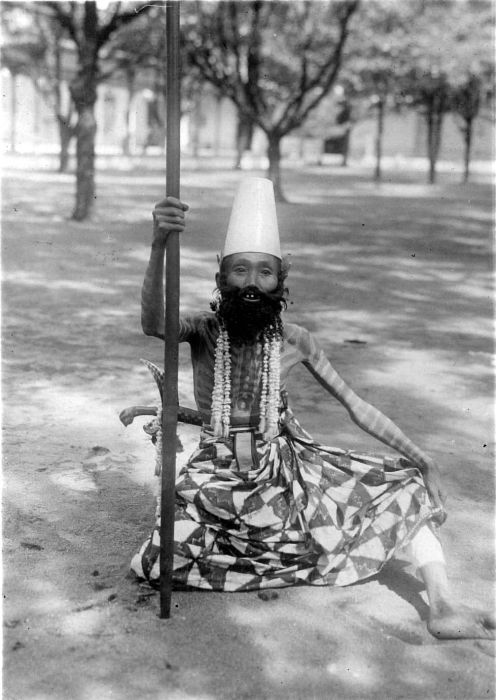
Bufon Susuhunanparticipând la procesiunea Garebeg Moeloed, Java (Indonezia), c. anii 1920
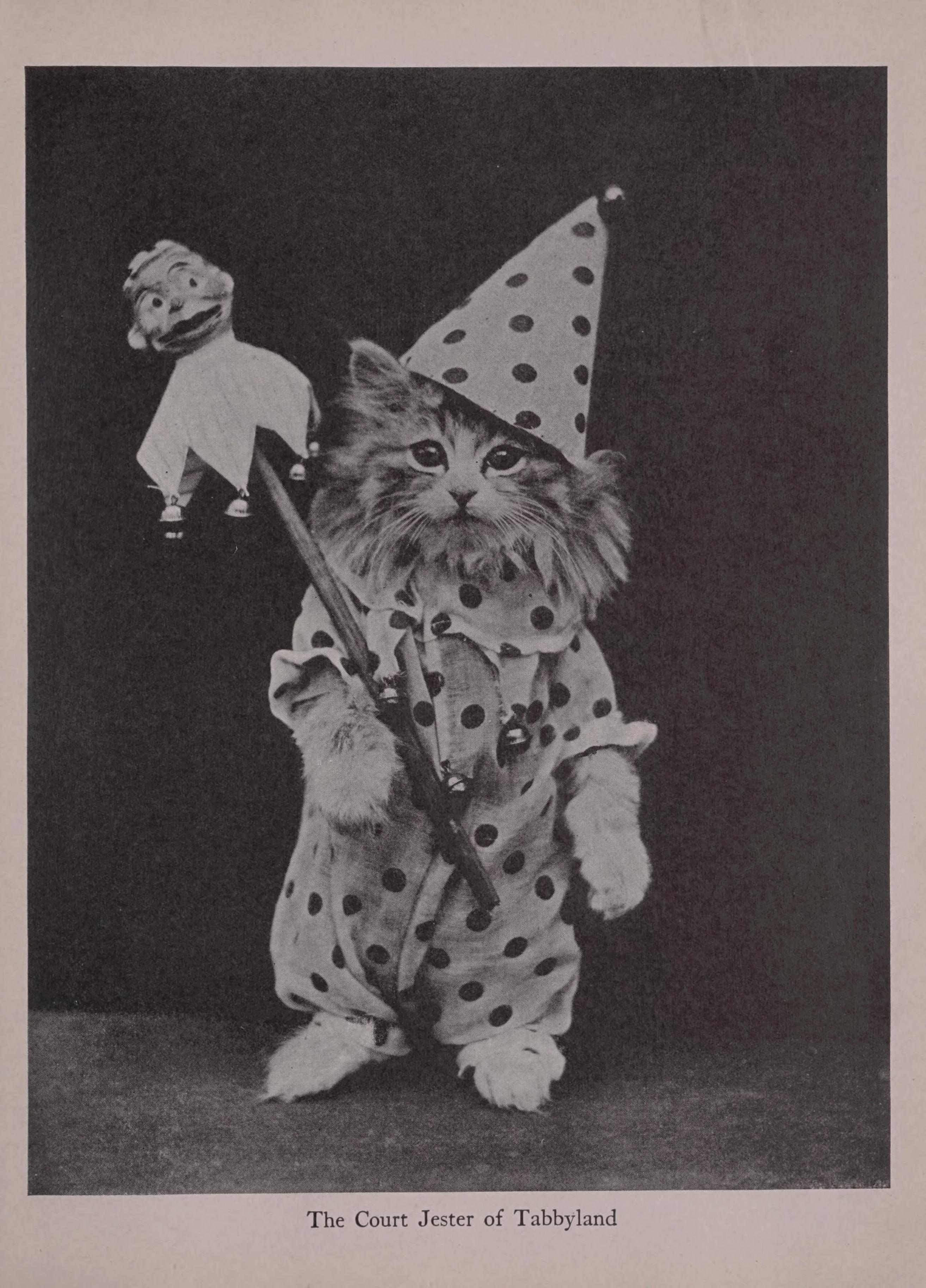
Bufonul Curții din Tabbyland
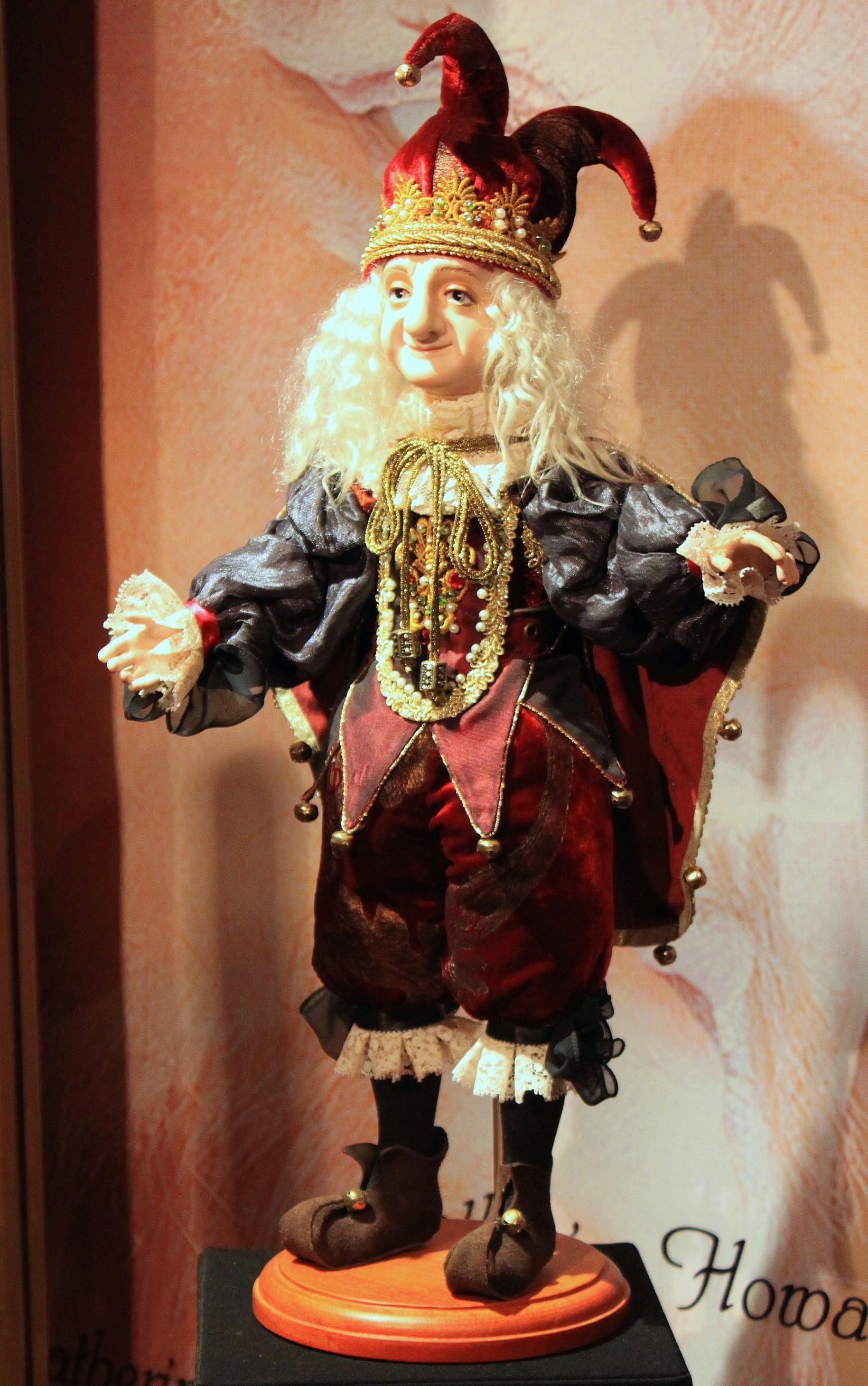
Păpușă bufon realizată de Olina Ventsel (1938–2007)
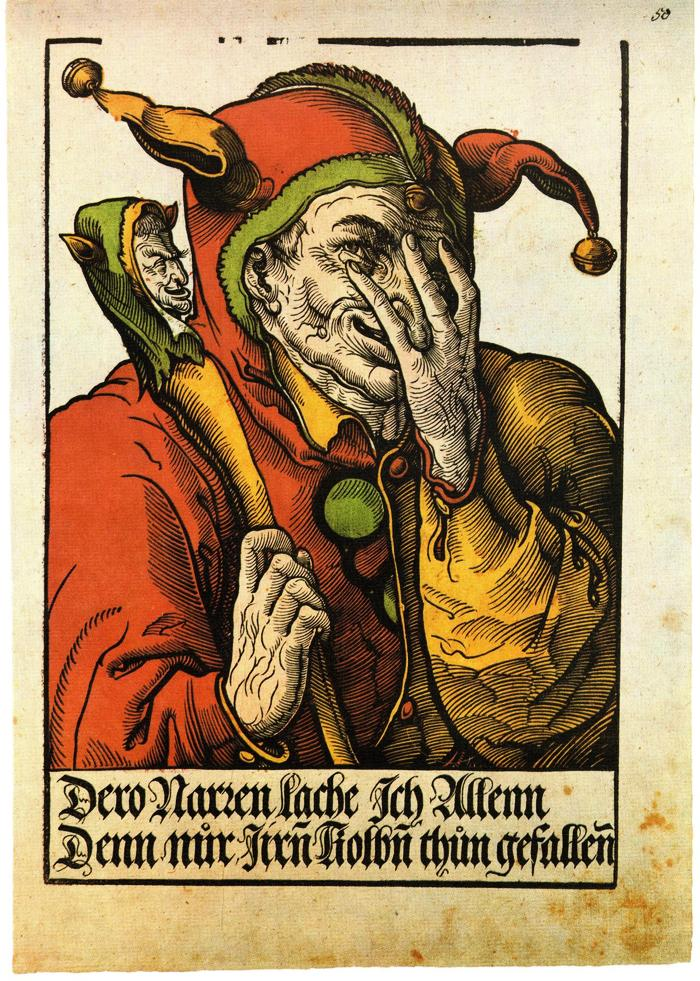
Gravura în lemn a unui bufon, de Heinrich Vogtherr cel Tânăr, c. 1540
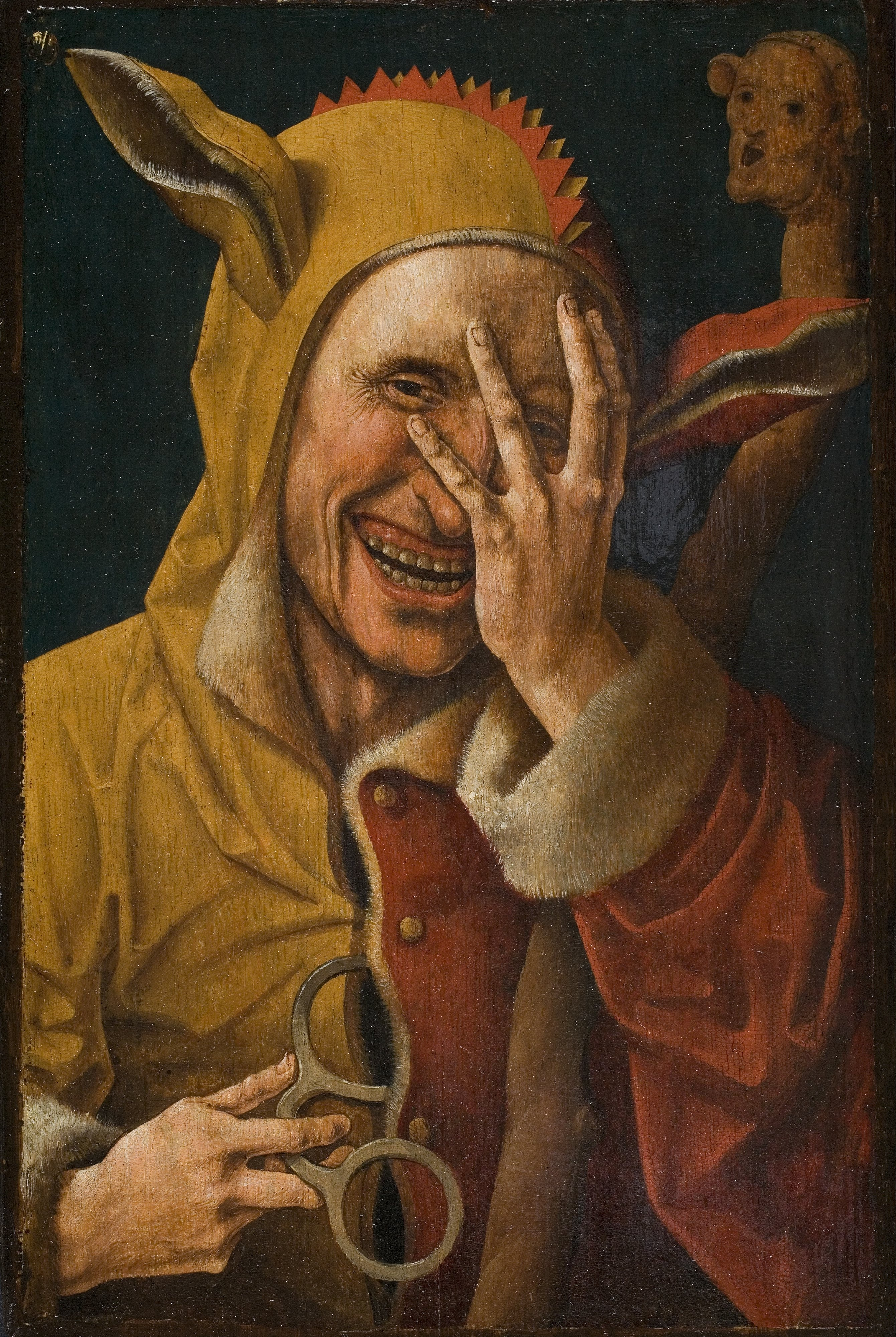
Bufon care râde, artist necunoscut din Olanda timpurie (posibil Jacob Cornelisz van Oostsanen), c. 1500
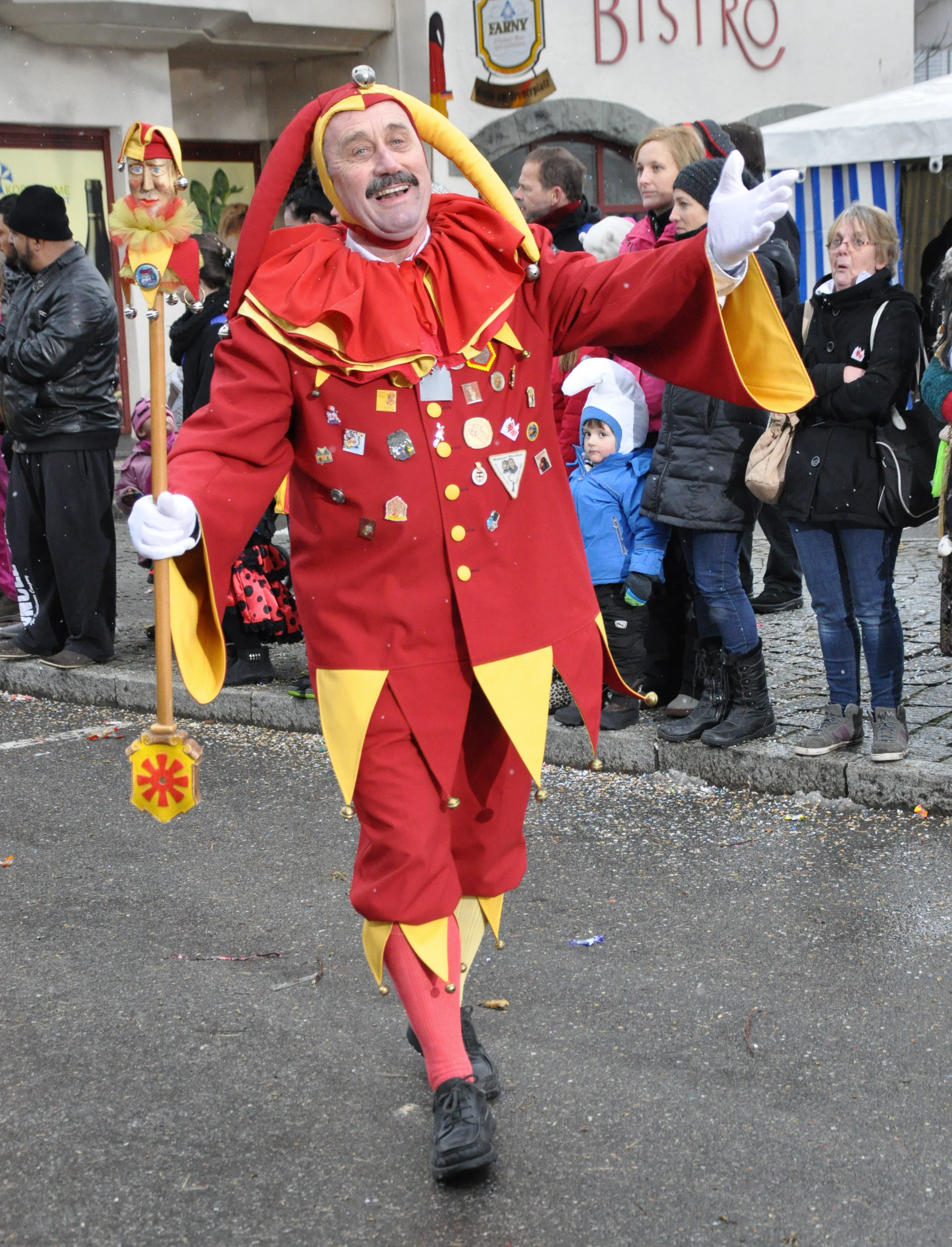
Bufon în Weingarten, Germania, în 2015